# D'Artagnan, chevalier de la reine
Pour les articles homonymes, voir D'Artagnan (homonymie).
Série
Les Aventures des trois mousquetaires
(1957)
Pour plus de détails, voir Fiche technique et Distribution.
D'Artagnan, chevalier de la reine (I cavalieri della regina)  est un film de cape et d'épée italien réalisé par Mauro Bolognini et Joseph Lerner, et sorti en 1954. C'est une adaptation des Trois Mousquetaires d'Alexandre Dumas paru en 1844.
C'est le premier d'une série de huit films sortis entre 1954 et 1960. Il s'agit d'un montage sorti au cinéma issu d'épisodes du feuilleton italien Les Trois Mousquetaires (I tre moschettieri, 1956), série de 24 épisodes de 30 minutes.

## Fiche technique
- Titre français : D'Artagnan, chevalier de la reine[1]
- Titre belge : Les Chevaliers de la reine
- Titre original italien : I cavalieri della regina[2]
- Réalisation : Mauro Bolognini, Joseph Lerner
- Scénario : Mauro Bolognini, Golfiero Colonna, Ennio De Concini, Ivo Perilli, John Rich
- Photographie : Pier Ludovico Pavoni
- Montage : Giancarlo Cappelli (it), Edmondo Lozzi
- Musique : Mario Nascimbene
- Décors : Alfredo Montori (it), Elso Valentini
- Costumes : Maria Cecchi Baroni
- Société de production : Thetis Film
- Pays de production :  Italie
- Langue originale : italien
- Format : Couleur par Eastmancolor - 1,37:1 - Son mono - 35 mm
- Genre : Film de cape et d'épée
- Durée : 79 minutes
- Dates de sortie :
  - Italie : 29 décembre 1954
  - France : 23 mars 1955 (Cannes) ; 22 juillet 1955 (Paris)
  - Belgique : 15 juillet 1955

## Distribution
- Jeffrey Stone (en) : D'Artagnan
- Paul Campbell (en) : Aramis
- Sebastian Cabot : Porthos
- Domenico Modugno : Athos
- Marina Berti : Jacqueline Planchet
- Paul Müller : Capitaine de Tréville
- Tamara Lees : Comtesse Margot Le Brun
- Paola Borboni : Marie, reine de France
- Carlo Rizzo : Louis XIII
- Enzo Fiermonte : Prince de Condé

## La série de huit films
- 1954 : D'Artagnan, chevalier de la reine (I cavalieri della regina) de Mauro Bolognini et Joseph Lerner
- 1957 : Les Aventures des trois mousquetaires (Le avventure dei tre moschettieri) de Joseph Lerner
- 1957 : L'Épée gasconne (La spade imbattibile) d'Hugo Fregonese
- 1958 : Le imprese di una spada leggendaria de Nathan Juran et Frank McDonald
- 1958 : Gli sparvieri del re de Joseph Lerner
- 1959 : Mantelli e spade insanguinate de Nathan Juran et Frank McDonald
- 1960 : Le quattro spade  de Nathan Juran et Frank McDonald
- 1960 : Criniere e mantelli al vento de Joseph Lerner